# Solda

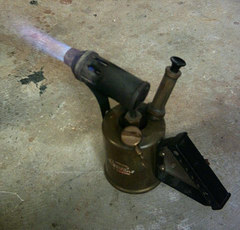
Um antigo maçarico a querosene.

Conceitua-se solda como o resultado físico da operação de soldagem "o depósito" (normalmente, o metal de solda mais a zona termicamente afetada "ZTA").
Neste caso, sempre que a ideia se refira à região (depósito/cordão) decorrente da operação de soldagem, o termo correto a ser utilizado é solda. Por fim, o termo soldagem se aplica para o conceito da operação de fabricação (planejamento, preparação, execução e inspeção).